# Critters Attack! - Il ritorno degli extraroditori
Critters Attack! - Il ritorno degli extraroditori (Critters Attack!) è un film direct-to-video del 2019 diretto da Bobby Miller.
Si tratta del sequel/reboot della serie cinematografica dei Critters a ventisette anni di distanza dall'ultimo capitolo della serie Critters 4 del 1992. Nel film ritorna anche l'attrice Dee Wallace (in una piccola parte) che aveva già recitato in Critters (Gli extraroditori) del 1986.

## Trama
Una notte il giovane Phillip mentre sta osservando le stelle in giardino col telescopio vede qualcosa cadere nel vicino bosco. Nel frattempo un uomo in bici sta passando proprio nel luogo dove sarebbe caduta la cosa vista dal ragazzo. L'uomo, attirato da luci nel bosco, si reca sul posto e viene ucciso da qualcosa. Il giorno successivo dalla pancia del suo cadavere, tra tremori e spasmi, escono dei piccoli mostriciattoli alieni.

## Colonna sonora
Nel film sono presenti i brani Low di Robin Sherwell, Control di Soho Kings e See you on Judgment Day di Lasse Boman.

## Distribuzione
Il film, dopo la première al Fantasia International Film Festival del 13 luglio 2019 in Canada, è stato distribuito in DVD negli Stati Uniti d'America dal 23 luglio dello stesso anno. In Italia è stato trasmesso in prima visione, doppiato in italiano, il 5 agosto 2020 da Sky Cinema. Mentre il 5 giugno 2021 è stato trasmesso in chiaro su Italia 2.